# Lemmy
Lemmy Kilmister (* jako Ian Fraser Kilmister 24. prosince 1945, Stoke-on-Trent – 28. prosince 2015, Los Angeles, USA), známý také jako Ian Willis, Lemmy Kilmister nebo Lemmy von Motörhead, byl britský zpěvák a baskytarista, nejvíce známý jako zakladatel metalové skupiny Motörhead. Jeho zjev a vystupování, bradavice na tváři, pejzy s knírem a drsný hlas z něj okamžitě udělaly kultovní osobnost, známou i mimo svět rockové a metalové muziky. Lemmy byl také považovaný za jednoho z největších metalových muzikantů vůbec.
Narodil se v Anglii, ale vyrůstal v Anglesey ve Walesu (zde získal svou přezdívku Lemmy). V 60. letech působil jako kytarista v mnoha méně či více známých kapelách (např. Rainmakers, Motown Sect, Opal Butterfly, Sam Gopal, a The Rockin' Vickers) a v roce 1967 jako roadie (technik) pro Hendrixe. V roce 1971 se jako baskytarista přidal ke skupině Hawkwind. S baskytarou měl malé zkušenosti, ale rychle si vytvořil specifický styl, který byl založen na jeho zkušenostech s kytarou (používal častěji powerchordy a dvojhlasy, než hraní jednotlivých not, které preferuje většina baskytaristů). V roce 1975 byl od Hawkwind vyhozen a zakládá Motörhead. V roce 2010 o něm vyšel dokumentární film Lemmy. Poslední léta žil v Los Angeles, kde také dne 28. prosince 2015 ve věku 70 let zemřel po krátkém boji s agresivní rakovinou, o které se dozvěděl jen dva dny před svou smrtí.

## Začátky
Narodil se ve městě Burslem v oblasti Stoke-on-Trent (hrabství Staffordshire) v Anglii 24. prosince 1945. Když mu byly tři měsíce, tak se jeho otec, bývalý vojenský kněz Royal Air Force, s jeho matkou rozvedl. Tak se spolu s jeho babičkou přestěhovaly do Newcastle-under-Lyme, později do města Madeley.
Když mu bylo 10 let provdala se jeho matka za George Willise, který měl z předchozího manželství dvě děti, se kterými Kilmister moc nevycházel. Rodina se přestěhovala do Walesu, konkrétně do města Benllech v Anglesey. V této době začal Kilmister projevovat zájem o rock and roll, dívky a koně. Navštěvoval školu Ysgol Syr Thomas Jones School v Amlwch, kde dostal přezdívku Lemmy. Sám si nebyl jistý odkud; je možné, že z fráze známé pro žebrání.
V 16 letech viděl na vystoupení v Cavern Clubu slavné Beatles, později se naučil hrát jejich skladby z jejich prvního alba. Obdivoval také sarkastickou povahu skupiny, zejména Johna Lennona. Po odchodu ze školy a přestěhování rodiny do města Conwy si Lemmy vydělával manuální prací, včetně práce v továrně Hotpoint a hrával v místních skupinách, jako byly např. The Sundowners a navštěvoval školu jízdy na koni. Ve věku 17 poznal dívku Cathy, s níž se přestěhoval do Stockportu. Měl s ní syna Seana, kterého později dali k adopci.

### Motörhead

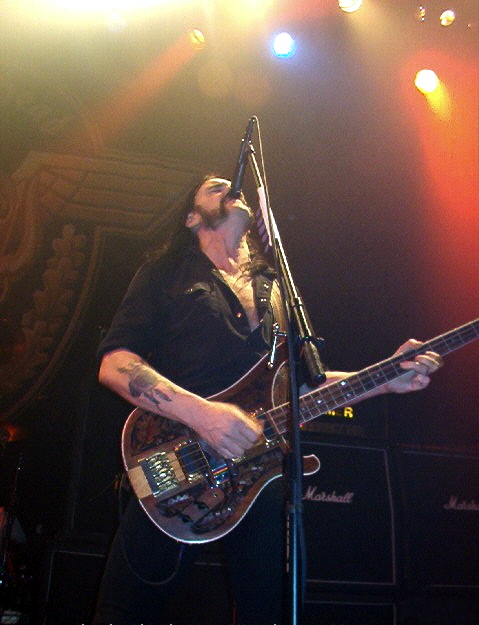
Lemmyho neobvyklý styl, kdy měl mikrofon vysoko.

Lemmy byl v roce 1975 ze skupiny Hawkwind vyhozen. Příčinou bylo jeho zadržení na kanadské hranici za držení drog, přičemž strávil pět dní ve věznici. Po těchto událostech založil Lemmy novou skupinu, kde byl kytaristou Larry Wallis (bývalý člen Pink Fairies, Steve Took 's Shagrat a UFO) a bubeníkem Lucas Fox. Wallis byl nevlastním otcem Lemmyho syna Paula. Název nové skupiny byl původně "Bastard". Poté, co jim manažer oznámil, že s tímto jménem se nedostanou na Top of the Pops, změnil Lemmy název skupiny na Motörhead – titul poslední skladby, kterou složil ve skupině Hawkwind.
Zanedlouho Wallise a Foxe nahradili kytarista Eddie "Fast" Clarke a bubeník Phil "Philthy Animal" Taylor a v této sestavě začínala skupina dosahovat úspěchu. Zvuk skupiny měl úspěch u Lemmyho předešlých fanoušků jakož i nově vznikající vrstvy fanoušky punk rocku. Podle vlastních slov cítil větší podobnost s punkery než metalisty a jeho vokál byl v té době v anglickém rocku jedinečný. Úspěch skupiny dosáhl vrcholu v letech 1980 a 1981, kdy měla skupina několik hitů na předních příčkách, včetně singlu "Ace of Spades" a vydala úspěšné živé album No Sleep 'til Hammersmith. Motörhead se od té doby stali jednou z nejvlivnějších hudebních skupin v žánru heavy metalu. Přestože se sestava skupiny během její 30leté historie několikrát změnila, trojice Lemmy, Phil Campbell a Mikkey Dee byla od roku 1995 stejná.
Lemmy také spolupracoval a vystupoval s několika dalšími hudebníky a příležitostně vystupoval se skupinu Hawkwind. Spolupracoval jako textař a skladatel na Ozzyho albu No More Tears z roku 1991. Napsal texty písní "Hellraiser" (která později vyšla jako singl Motörhead), "Desire", "I Don't Want to Change the World" a singl "Mama, I'm Coming Home". Lemmy uvedl ve více rozhovorech, že vydělal více peněz na honorářích z této jedné písně, než po celou svoji kariéru ve skupině Motörhead. V listopadu 2002 Lemmy vydal svou autobiografii pod názvem White Line Fever. V roce 2005 vyhrála skupina své první ocenění Grammy, když překonala skupiny Slipknot, Killswitch Engage, Hatebreed a Cradle of Filth v kategorii Nejlepší metalový počin s jejich coververzí "Whiplash" od Metallicy.

## Osobní život
Lemmy žil od roku 1990 až do své smrti v Los Angeles.
Byl dobře známým svým těžkým pitím. Prozradil, že od svých 30 let každý den pil láhev Jacka Danielse s Colou až do roku 2013, kdy ze zdravotních důvodů přestal. Od svých 11 let začal kouřit cigarety a stal se z něj velký kuřák. Vždy vykouřil dvě krabičky cigaret Marlboro denně, ale ze zdravotních důvodů v srpnu 2015 omezil kouření na jednu krabičku týdně. Také se zajímal o hrací automaty.
Lemmy nikdy nepovažoval Motörhead za heavymetalovou skupinu a byl proti náboženství, politice a zavedeným autoritám, které vyjadřoval v některých písních. Zajímal se o války a sbíral nacistické medaile a nože z první a druhé světové války. Nechal si na baskytaru vyzdobit železný kříž a následně byl obviněn, že je nacista. Což nebyla pravda a uvedl, že se mu líbilo, jak ten kříž vypadá. Především byl proti rasismu.

## Smrt
Ačkoliv se původně uvádělo, že Lemmy trpěl rakovinou mozku a krku v konečném stádiu, úmrtní list stanovuje jako příčinu úmrtí rakovinu prostaty spolu se srdeční arytmií a srdečním selháním.
V posledních letech se potýkal s řadou zdravotních problémů, bojoval s cukrovkou, hematomy a dostal také srdeční defibrilátor. Na podzim roku 2015 onemocněl plicní infekcí, která vedla ke zrušení velké části turné.
Den po jeho smrti se internet plnil kondolencemi fanoušků, novinářů, ale i Lemmyho kolegů z hudební branže. Na své Facebookové profily vyjádřili svůj smutek i Metallica, Slash, Alice Cooper, Iron Maiden a další známé osobnosti.
Pohřeb se uskutečnil 9. ledna 2016 a na serveru Youtube byl pro fanoušky přenášen online, kde je možné i nyní zhlédnout záznam.
Lemmyho tělo bylo po obřadu zpopelněno a urna s jeho popelem je uložena na hřbitově Forest Lawn Memorial Park v Los Angeles.